# Claudia Lokar
Claudia Lokar (Herne, 9 februari 1964) is een lange-afstandsloopster uit Duitsland.
In 1992 werd Lokar nationaal kampioene op de 3000 meter, de eerste maal onder haar meisjesnaam Borgschulze.
Op de Olympische Zomerspelen in 1996 liep ze de 5000 meter.
Lokar liep verscheidene marathons, op de Marathon van Hamburg 1994 behaalde ze een tweede plaats in 2:32.06.
Op de Europese kampioenschappen veldlopen 1996 werd Lokar zesde.
- World Athletics: 14278724